# Harry Snell, 1. Baron Snell

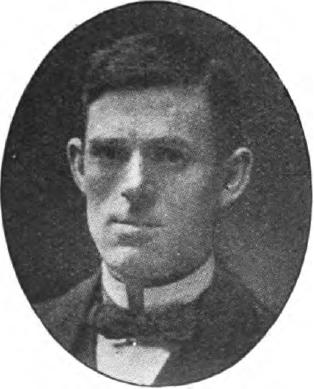
Harry Snell (um 1905)

Henry „Harry“ Snell, 1. Baron Snell (* 1. April 1865 in Sutton-on-Trent, Nottinghamshire; † 21. April 1944 in Highgate, London) war ein britischer Politiker.

## Leben und Tätigkeit

### Frühe Jahre
Snell war der Sohn eines landwirtschaftlichen Arbeiters. Er besuchte die Dorfschule in seiner Heimat und begann mit acht Jahren als Landarbeiter zu arbeiten, seit seinem zehnten Lebensjahr vollzeitmäßig. Mit zwölf Jahren wurde Snell dann Hausdiener in dem Gutshaus des landwirtschaftlichen Anwesens, in dem er zuvor als Landarbeiter tätig gewesen war, entschied sich aber aus Unzufriedenheit mit seiner Situation bald, sein Glück als Wanderarbeiter zu versuchen. In den folgenden Jahren schlug er sich – unterbrochen von längeren Phasen der Arbeitslosigkeit – mit verschiedenen Tätigkeiten durch, so z. B. als Knecht und Fährmann auf einer schwimmenden Gastwirtschaft auf dem River Trent und als Politeur in Nottingham.
Während seiner Wanderjahre las Snell viel, wobei insbesondere die Schriften von Henry George großen Einfluss auf ihn hatten. Georges Buch Charles Bradlaugh and the Cause of Secularism in Nottingham 1881 veranlasste ihn, sich der National Secular Society anzuschließen. Zur selben Zeit sagte er sich von der strengen Religiosität seines Elternhauses (in dem ein buchstabentreuer Anglikanismus praktiziert wurde) los und schloss der Unitaristischen Kirche an, deren Ansatz, sich der christlichen Glaubenslehre unter Anwendung wissenschaftlicher Methoden anzunähern, ihn stark beeindruckte.
Mit Hilfe von Freunden in der unitaristischen Bewegung fand Snell eine Anstellung als Büroangestellter beim Midland Institute for the Blind in London. Während dieser Zeit vertiefte er seine Bildung durch autodidaktische Studien an der Bücherei des University College. Beeinflusst wurde er insbesondere durch die Schriften von Thomas Paine, William Morris, John Ruskin und John Stuart Mill. Da er die zunehmende Radikalisierung des damaligen Unitarismus ablehnte, wandte Snell sich schließlich dem Agnostizismus zu.

### Politische Laufbahn
Anfang der 1890er Jahre begann Snell für die Woolwich Charity Organisation Society zu arbeiten. Zur selben Zeit schloss er sich der Independent Labour Party an. 1894 wurde er zudem Mitglied der Fabian Society. In den folgenden Jahren hielt Snell im ganzen Land Vorträge zum Thema Sozialismus. Um 1900 wurde er Sekretär des Direktors der London School of Economics.
1910 kandidierte Snell erstmals für einen Sitz im House of Commons, dem Unterhaus des britischen Parlaments. Er trat im Wahlkreis Huddersfield an, unterlag aber gegen den konservativen Mandatsinhaber. 1919 wurde er in den Stadtrat von London (London County Council) gewählt, dem er bis 1925 angehörte. Bei der Wahl von 1918 kandidierte er erneut erfolglos in diesem Wahlkreis. Bei der britischen Parlamentswahl des Jahres 1922 wurde Snell schließlich als Kandidat im Wahlkreis Woolwich East in das House of Commons gewählt, dem er anschließend bis zur Wahl des Jahres 1931 als Abgeordneter angehörte. Während seiner Abgeordnetenzeit im Unterhaus gehörte Snell von 1929 bis 1931 der Regierung von Ramsay MacDonald als Unterstaatssekretär für Indien an. Zudem war er Mitglied der 1929 eingesetzten Shaw Commission des britischen Parlamentes, die den Auftrag hatte, die sich zu dieser Zeit intensivierenden Konflikte von Arabern und jüdischen Einwanderern im von Großbritannien verwalteten Völkerbundsmandat für Palästina zu untersuchen. Er lehnte jedoch die 1931 veröffentlichten Empfehlungen dieser Kommission – Begrenzung der jüdischen Zuwanderung nach Palästina und des Landerwerbs durch Juden dort – ab und machte dies in einem eigenen Bericht, in dem er seine zu den Empfehlungen der Mehrheit der Kommission im Gegensatz stehende Auffassung darstellte (minority report), deutlich. In seinem Gegenbericht argumentierte Snell, dass Palästina ein unterbevölkertes und landwirtschaftlich unzureichend erschlossenes Land sei, so dass weitere Zuwanderung wünschenswert sei. Die Empfehlungen der offiziellen Kommission erachtete er als gefährlich, da diese die Schlussfolgerung zulassen würden, dass die arabische Bevölkerung Palästinas durch die jüdische Zuwanderung geschädigt worden sei – und diese deshalb nach Willen der Kommission zurückgeschraubt werden sollte –, obwohl diese realiter zu einem Ausbau der Landwirtschaft in Palästina geführt habe, von der gerade auch die arabische Bevölkerung – für die hierdurch neue Arbeitsgelegenheiten geschaffen worden seien – profitiert habe. Fortan unterstützte Snell nachdrücklich die zionistischen Bestrebungen in der britischen Politik.
Bei der Parlamentswahl des Jahres 1931 trat Snell nicht wieder an, sondern überließ seinen Parlamentssitz George Hicks, einem führenden Gewerkschafter. Stattdessen wurde er am 23. März 1931 als Baron Snell, of Plumstead in the County of Kent, in den erblichen Adelsstand erhoben und erhielt den damit verbundenen Sitz im House of Lords, dem Oberhaus des britischen Parlaments, dem er bis zu seinem Tod im Jahr 1944 angehörte. 1935 übernahm Snell als Nachfolger von Arthur Ponsonby die Führung der Fraktion der Labour Party im House of Lords, die er bis 1940 beibehielt. 1937 wurde er zudem Mitglied des Privy Council, dem britischen Kronrat. Zudem war Mitglied des British Institute of Parliamentary Affairs und der Empire Parliamentary Association.
In der zweiten Hälfte des 1930er Jahren war Snell ein prominenter Gegner der Appeasement-Politik der britischen Regierungen von Stanley Baldwin und Arthur Neville Chamberlain gegenüber dem NS-Staat. Auch das Nichteingreifen der britischen Regierung in den Spanischen Bürgerkrieg kritisierte Snell scharf.
Aufgrund seiner Stellung als führender linker Politiker Großbritanniens und bekannter Antifaschist geriet Snell Ende der 1930er Jahre in das Visier der Polizeiorgane des nationalsozialistischen Deutschlands, die ihn als wichtige Zielperson einstuften. Im Frühjahr 1940 setzte das Reichssicherheitshauptamt in Berlin ihn dann auf die Sonderfahndungsliste G.B., ein Verzeichnis von Personen, die im Falle einer erfolgreichen deutschen Invasion Großbritanniens durch die Sonderkommandos der SS-Einsatzgruppen mit besonderer Priorität ausfindig gemacht und verhaftet werden sollten.
1941 wurde Snell von Winston Churchill zum Captain of the Honourable Corps of Gentlemen-at-Arms, d. h. zum stellvertretenden Präsidenten des House of Lords, ernannt.
Als er am 21. April 1944 unverheiratet und kinderlos starb, erlosch sein Adelstitel.

## Schriften
- Men, Movements and Myself. 1936 (Autobiografie).